# Vis et Ramin

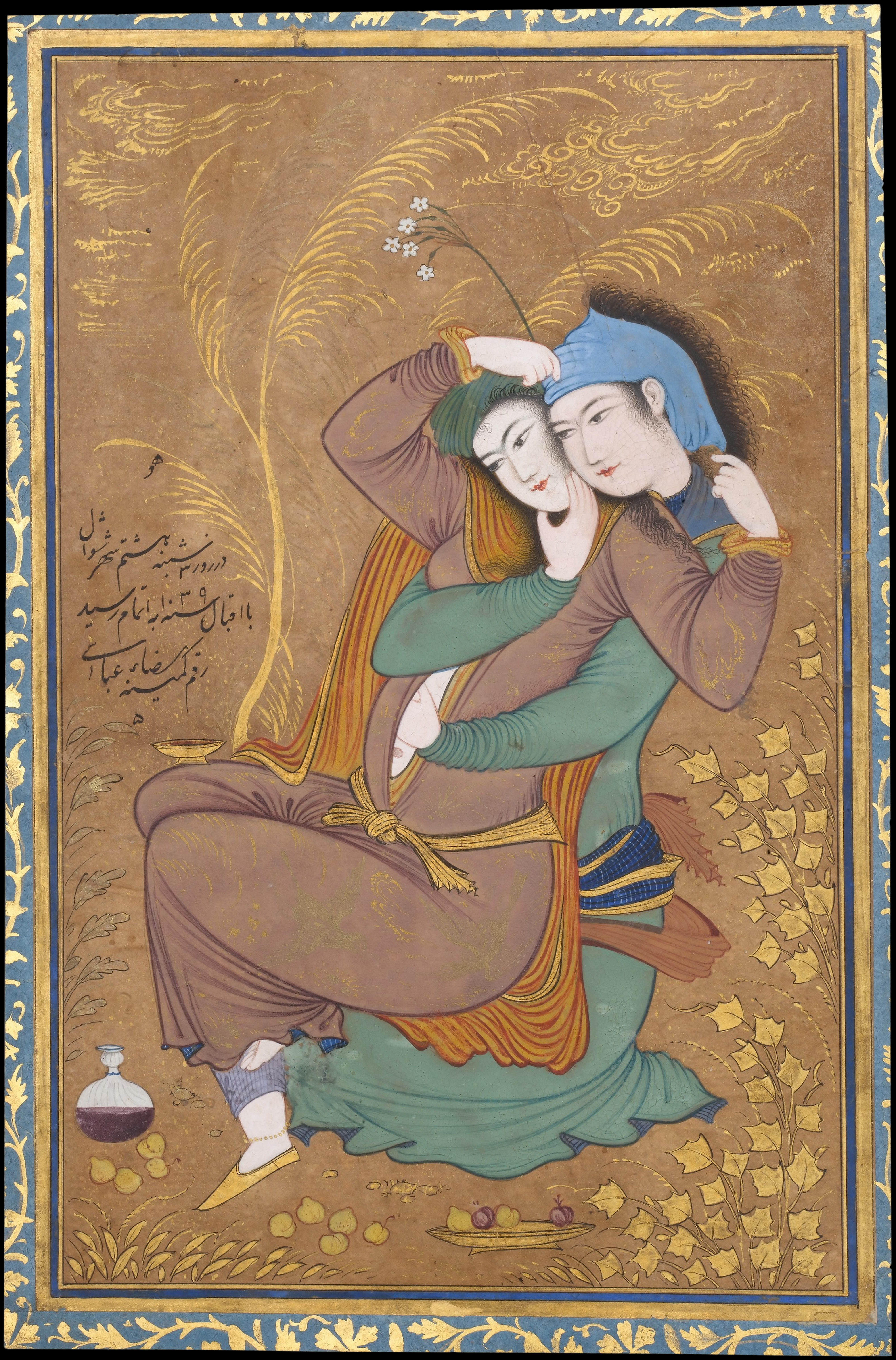
Vis et Ramin, miniature persane

Vis et Ramin (en persan : Vîs o Râmîn,ویس و رامین) est long poème de Fakhredin Assad Gorgani (en persan : فخرالدین اسعد گرگانی). écrit sans doute au milieu du XIe siècle, qui narre une histoire d'amour entre une jeune femme, Vis, et Râmîn. Il s'agit d'une œuvre majeure de la littérature persane, qui outre ses qualités esthétiques offre un témoignage sur les mœurs et la production littéraire préislamiques en Perse. Il s'agit, de l'un des deux plus importants poètes narratifs persans du XIe siècle (l'autre étant le Livre des rois de Ferdowsi). En outre, on a depuis longtemps relevé les similitudes de ce poème avec le roman de Tritan et Yseut.

## Composition
Les événements de la vie de Gorgâni mentionnés dans l'exorde de son œuvre permettent de la situer assez sûrement vers l'an 1050. Dans cet exorde, il évoque les sources orales et écrites; il laisse aussi entendre que le poème est à la fois la traduction d'un ouvrage en moyen persan, et la reprise d'une traduction du moyen persan vers le nouveau persan, traduction qui aurait été produite par la mise en commun du travail de divers érudits dont le poète présente maintenant le résultat sous une forme plus esthétique. Certains éléments laissent penser qu'une telle analyse pourrait être une sorte de lieu commun — on trouve un discours proche dans l'explication que Ferdowsi donne de son Šāh-nāma et cela aurait pu influencer Gorgâni. En revanche, il est certain que l'histoire est antérieure à Gorgâni, puisque le poète Abû Nuwâs (VIIIe siècle) la mentionne.
La question de la langue de la source de Gorgâni (moyen persan ou nouveau persan) est disputée, mais plusieurs chercheurs penchent pour un texte en nouveau persan. Selon Vladimir Minorsky, il est pratiquement certain que le récit a une origine parthe, certitude qui s'appuie sur les toponymes géographiques et sur les noms des personnages,
Ce récit a été transcrit de la langue pahlavi sous forme de poème persan et serait composé de neuf mille vers. L'histoire remonte à la Perse pré-islamique. Gorgâni évoque une origine sassanide.

## Résumé
L'histoire se déroule sur un territoire délimité par les villes de Marv (Merv), au nord-est de la Perse, et de Mâh (Hamadân) à l'ouest. Marv est le siège du roi Mo'bad, et Shahru est la reine de Mâh. Mo'bad a demandé la main de Shahru: celle-ci décline la proposition mais promet que, si elle met au monde une fille, elle la lui donnera comme épouse. Elle a bientôt une fille, Vîs, qui est élevée par une nourrice en compagnie de Râmin, frère cadet de Mo'bad. Quand vient le temps de marier Vîs, la reine oublie sa promesse et la marie à Viru, le propre frère de Vîs. C'est donc une union incestueuse, mais qui ne sera pas consommée pendant la nuit de noces, car Vîs est indisposée.

### La colère de Mo'bad
Le lendemain, arrive Zard, le frère de Mo'bad, qui réclame Vîs pour le roi. S'ensuit une bagarre dans laquelle le père de Vîs est tué. Mo'bad soudoie Shahru pour obtenir Vîs, et charge ensuite Râmin de la conduire chez lui. Mais Râmin tombe amoureux de la jeune fille, qui le lui rend bien, et l'union est bientôt consommée. Apprenant cela, Mo'bad bannit son épouse dans sa ville de Mâh, où Râmin la suit. Les amants échappent au châtiment que Mo'bad veut leur infliger, et finalement, la mère de Mo'bad et Râmin parvient à ramener le calme entre ses deux fils, lesquels vivent ensemble, avec Vîs, à Merv, non sans quelques péripéties entre eux...

### Situation bloquée
Bientôt Mo'bad part en campagne avec Râmin contre des troupes romaines. Vîs est enfermée dans une forteresse sous la surveillance de Zard. Prétextant la maladie, Râmin obtient de rester à l'arrière, tandis que son frère poursuit sa marche. Râmin revient alors à la forteresse, réussit à y entrer, et les deux jeunes gens passent quelques mois ensemble. Quand Mo'bad, victorieux, revient, il apprend ce qui se passe, mais Râmin parvient à lui échapper. Le roi frappe alors violemment la nourrice et Vîs, et retourne avec elles à Marv. Là encore, Râmin déjoue la surveillance et voit en secret celle qu'il aime. Découvert cependant par Mo'bad, il lui échappe une nouvelle fois.

### Infidélité de Râmi
Râmin se dit pourtant qu'il n'y a pas d'avenir dans cette relation, et il demande à son frère de l'envoyer en ambassade à Mâh. Il y fait la connaissance de la jeune et belle Gol qui le séduit et se fait épouser. Râmin écrit à Vîs pour lui apprendre la nouvelle. Celle-ci délègue la nourrice afin de le ramener à la raison, mais l'ambassade échoue. Vîs adresse alors à son amant une longue missive dans laquelle elle lui reproche sa conduite et lui rappelle son amour. Mais quand la lettre arrive, Râmin est déjà lassé de son épouse et il rentre à Merv dans l'espoir de se réconcilier. Après quelques péripéties et disputes, les deux amants se réconcilient.

### Les amants réunis pour la vie
Mo'bad emmène Râmin chasser. La nourrice en profite pour préparer un complot: Râmin s'absente de la partie de chasse et retrouve quarante de ses compagnons à un temple du feu où Vîs s'est déjà rendue avec sa suite de servantes. Râmin et ses camarades se déguisent en femmes et retournent au château avec Vîs. Ils tuent les soldats de la garnison ainsi que Zard, tandis que Mo'bad est tué par un singulier. Râmin peut alors revenir à Marv où il est couronné roi. Vîs et lui se marient et passent une longue vie dans le bonheur. Le couple aura deux fils. Râmin règne quatre-vingt-trois ans, et au cours de la quatre-vingt-unième, Vîs meurt. Râmin transmet la royauté à son fils aîné Khorshid, et après deux ans de deuil sur la tombe de sa femme, il meurt à son tour.

#### Texte en persan
- (fa) Fakhr al-Din Gurgani, Vis va Ramin Édité par Sada-yi Mu°asir, 1997,  (ISBN 964-6494-11-0), 560 pages

#### Traductions
- Gorgâni, Le Roman de Wîs et Râmîn, trad. Henri Massé, Paris, Les Belles Lettres, 1959, 481 p.
- (en) Fakhr al-Dîn Gurgānī, Vis and Ramin, trad. George Morrison, New York, Columbia University Press « Coll. UNESCO d'œuvres représentatives : héritage culturel persan », no 14, xix, 357 p. (ISBN 0-231-03408-3)
- (en) Fakhraddin Gorgani, Vis and Ramin, trad. Dick Davis, Washington DC, Mage, 2008 (ISBN 1-933823-17-8). Rééd. Penguin, 2009, 576 p. (ISBN 0-14-310562-0)

#### Études
- (en) Dick Davis, « VIS O RĀMIN », sur iranicaonline.org, Encyclopædia Iranica, 2005 (consulté le 11 février 2023)
- Vladimir Minorsky, « Vis u Ramin: A Parthian Romance », Bulletin of the School of Oriental and African Studies, vol. XI, 1943–46, p. 741–63; Vol. XII, 1947–1948, p. 20–35; Vol. XVI, 1954, p. 91–92; « New Developments », Vol. XXV, 1962, p. 275–86. [lire en ligne (page consultée le 11 février 2023)]